# Rosa maximowicziana
Rosa maximowicziana (шипшина Максимовича) — вид рослин з родини розових (Rosaceae); поширений у північному Китаї, Примор'ї (Росія), на Корейському півострові.

## Опис
Кущі невеликі, з довгими повзучими гілками. Колючки розсіяні, вигнуті, до 6 мм, плоскі, поступово звужуються до широкої основи. Листки включно з ніжкою 4–11 см; прилистки переважно прилягають до ніжки, вільні частини ланцетні, край неправильно пилчастий і залозисто запушений; листочків 7–9, рідко 5, насичено-зелені зверху, яйцюваті, еліптичні або довгасті, 1.5–3(6) × 1–2 см, знизу оголені або вздовж середньої жилки мало запушені, або коротко колючі та залозисто запушені, зверху голі; основа широко клиноподібна або субокругла, край гостро пилчастий, вершина гостра або загострена. Квітки кілька в щитку. Квітки діаметром 3–3.5 см; квітконіжка 1–2.5 см, залозисто запушена; приквітки довго яйцюваті, край залозисто запушений; чашолистків 5, листопадні, трикутно-яйцюваті, знизу густо колючі, обидві поверхні запушені (знизу залозисто), край цілий, іноді 1- або 2-лопатевий, верхівка довго загострена; пелюстків 5, білі або з відтінком рожевого, обернено-яйцюваті, основа клиноподібна, верхівка округло-тупа. Плоди шипшини чорно-коричневі, яйцюваті, 0.8–1 см у діаметрі, блискучі. 2n = 14.
Період цвітіння: червень — липень. Період плодоношення: вересень.

## Поширення
Поширений у Примор'ї (Росія), Ляонін, Шаньдун — північний Китай, на Корейському півострові.
Населяє чагарники, відкриті схили, береги потоків, узбіччя доріг.